# Holt (Schleswig)
Holt (sønderjysk: Holjt) ist eine Gemeinde im Kreis Schleswig-Flensburg in Schleswig-Holstein.

## Geografie
Das Gemeindegebiet von Holt erstreckt sich im Bereich der naturräumlichen Haupteinheit Schleswiger Vorgeest (Nr. 697) westlich von Flensburg. Das Flussbett der Lecker Au erstreckt sich im nordwestlichen Gemeindegebiet beim Ortsteil Abro; bildet flussabwärts davon jedoch die westliche Gemeindegrenze ab.
Die Ortschaften Abro (dänisch: Åbro), Holt und Horsbek (Horsbæk) liegen im Gemeindegebiet.
Unmittelbar angrenzende Gemeindegebiete von Holt sind:
| Bramstedtlund, Ladelund |                                             | Weesby  |
|                         | Kompassrose, die auf Nachbargemeinden zeigt | Medelby |
| Achtrup                 | Schafflund                                  |         |

## Geschichte
Der Ort wurde 1451 erstmals als to Holtte erwähnt. Der Ortsname leitet sich vom altnordischen holt (germ. *hulta, altdänisch holti, mnd. holt dän. holt) ab, das für einen waldbewachsenen Hügel und ursprünglich für ein Gehölz steht. Im Südjütländischen (Sønderjysk) steht es für Wald. Der Ortsname deutet somit darauf hin, dass die nähere Umgebung waldreich gewesen ist.
1904 und 1912 gab es Großbrände im Ort, die viele Gebäude zerstört haben.

## Politik

### Gemeindevertretung
In die Gemeindevertretung ab 2023 sind zum wiederholen Male ausschließlich Kandidaten der Wählergruppe Holt (WGH) entsendet worden. Die Wahlbeteiligung bei der im Zuge der Kommunalwahlen in Schleswig-Holstein 2023 durchgeführten Gemeindewahl betrug 61,9 Prozent.

### Wappen
Blasonierung: „In Gold ein gesenkter, schrägrechter, gestümmelter schwarzer Eichenast, aus dem rechts ein aus drei grünen Blättern und zwei grünen Eicheln bestehender Zweig heraustreibt.“
Der austreibende Eichenzweig gibt den Ortsnamen wieder, außerdem symbolisiert er das lebendige Gemeinwesen. Die Anzahl der Eichenblätter steht dabei für die drei Ortsteile Holt, Horsbek und Abro; die Eicheln stehen für weitere Streusiedlungen im Gemeindebezirk.

## Wirtschaft und Verkehr
Die Wirtschaft in der ländlichen Gemeinde wird von der Landwirtschaft geprägt.
Durch das Gemeindegebiet verläuft die schleswig-holsteinische Landesstraße 212 von Leck nach Medelby.

## Sehenswürdigkeiten
In der Liste der Kulturdenkmale in Holt (Schleswig) stehen die in der Denkmalliste des Landes Schleswig-Holstein eingetragenen Kulturdenkmale.